# Konservativt (parti)
Konservativt (tidigare Partiet De Kristne) är ett högerpopulistisk norskt politiskt parti. Partiet bildades den 24 februari 2011 vid ett möte på ön Moster i Bømlo kommun där ett trettiotal personer var närvarande. Talespersonen och initiativtagaren Terje Simonsen erinrade om att Olav Tryggvason för över tusen år sedan landsteg just på Moster och därifrån påbörjade Norges kristnande: "Nu är det på tiden att återupprätta den kristna rätten från platsen där det startade".
Partiet är i mångt och mycket grundat i protest mot en förment liberalisering av det norska kristdemokratiska partiet Kristelig Folkepartis politik. En viktig symbolfråga är den så kallade bekännelseparagrafen, kravet som Kristelig Folkeparti allt sedan bildandet 1933 ställt på att personer med förtroendeuppdrag i partiet ska vara bekännande kristna. 
Partiet har fått kritik för att hänge sig åt konspirationsteorier.
Partiet Konservativt samlade ihop fler än 10 000 namnunderskrifter, för att bli registrerat som ett rikspolitiskt parti, och kunde därför ställa upp i stortingsvalet i Norge 2013.
I stortingsvalet i Norge 2021 fick partiet totalt 0,4 % av rösterna.
I samband med Rysslands invasion av Ukraina den 24 februari 2022 har partiet kritiserats för att ha spridit rysk propaganda. Partiledaren Erik Selle har uttalat att västvärlden bär en stor del av ansvaret för att Ryssland attackerade Ukraina, och han har förespråkat att Ryssland ska få behålla de illegalt annekterade ukrainska regionerna Krim, Donetsk och Luhansk.
Partiets landsmöte beslutade den 5 september 2022 att ändra partiets namn till Konservativt.